# Convergence en moyenne quadratique
Ne pas confondre avec la convergence quadratique d'une suite numérique. Pour l'application en probabilités, consulter la convergence en moyenne quadratique d'une variable aléatoire.
La convergence en moyenne quadratique d'une suite de fonctions est l'existence d'une limite pour la distance entre fonctions définie par l'intégrale du carré de la valeur absolue de leur différence. Cette convergence est donc celle induite par la norme de l'espace L2 des fonctions de carré sommable.

## Définition
Une suite de fonctions {\displaystyle (f_{n})} est dite convergente en moyenne quadratique vers une fonction {\displaystyle f} si et seulement si la suite d'intégrales {\displaystyle \int |f_{n}-f|^{2}} converge vers 0.